# Fredlös (dikt)
Fredlös är en dikt av Gustaf Fröding som ingick i diktsamlingen Stänk och flikar. Denna diktsamlingen släpptes år 1896, ett par år in i Frödings verksamhet. Det är en relativt lång dikt på nio stycken och 326 ord. Det är främst en dikt med mycket rim och det förekommer rim minst en gång i varje stycke. Dikten har dock många olika stilfigurer som är diskutabla. 

## Bakgrund
När Stänk och flikar släpptes var Gustaf Fröding redan välkänd och hade bland annat släppt diktsamlingen Guitarr och dragharmonika år 1891. Under tiden som Stänk och flikar skrevs var Gustaf Fröding insatt på anstalt och fick vård för sin psykiska sjukdom samt sitt alkoholproblem. Utanförskap är ett återkommande drag i både Fredlös och många andra dikter under denna tid. Alkoholproblemen tas även upp i dikterna och hans position i livet har påverkat budskapen i hans litterära verk.

## Handling
En alkoholiserad tiggare berättar om livet som fattig. Hur man måste tigga pengar till mat och hur man regelbundet behöver flytta och måste leva på att bo hos främmande människor. Denne fattige individ med trasiga kläder berättar om sitt liv och hur huvudpersonen anstränger sig med sitt alkoholproblem. Detta utspelar sig på landet utanför en by. Det kan man se med tanke på att det förekommer flertal gårdar men även en krog och detta tyder på att huvudpersonen befinner sig på landet men nära en by.

## Språk och stil
En jag-berättare förklarar dikten för oss och ger oss en väldigt välmålad bild framför oss hur det ser ut för huvudpersonen och dennas livsstil. Något annat som också används är anaforer då väldigt många stycken och meningar börjar med ordet "och", ordet förekommer även ofta i mitten av meningar. Detta bidrar till att författaren förklarar samma budskap på många olika sätt och målar upp en ännu klarare bild på omgivningen och livsstilen. Eftersom olika ord och meningar förklarar samma budskap så är ordrikedomen stor i denna dikt.
Liknelser är också en stilfigur som förekommer i dikten tillsammans med liknelser och även detta bidrar till den speciella stilen i dikten. Men något som sticker ut är gammalsvenskan i dikten och i dagens samhälle är detta inte alltid något positivt. Men diktens upplägg uppmärksammas också, raderna är korta men de är bara delar av meningar. Meningarna är väldigt långa och sträcker sig utöver styckena vid vissa tillfällen.

## Tidsplacering
Det är inte helt säkert när dikten utspelar sig då det aldrig nämns, men genom att tolka dikten så skrevs den i nutid. Idag är den lite över 100 år gammal och det kan man se genom ordval och en del saker som inte förekommer idag. Att huvudpersonen tigger skillingar till mat indikerar på att dikten har utspelats sig mellan 1777 och 1855. En del ordval visar också på att det utspelar sig förr i tiden, exempelvis en gårds "husa" som förekom förr och kan liknas mot ett hembiträde idag. Det nämns även att huvudpersonen drömmer om en kvinna som kan "koka och spinna". I dagens utvecklade samhälle är det inte så vanligt att kvinnor förknippas med att sköta hemmet och liknande. Detta var vanligare under 1800-talet.